# 乌剌尼亚天文台
乌剌尼亚天文台（Urania）是奥地利维也纳的一座天文台和公共教育机构，得名于司天文学的缪斯乌剌尼亚。
它是由新艺术运动风格建筑师Max Fabiani（奥托·瓦格纳的学生）设计，在维也纳河的出口，1910年由弗朗茨·约瑟夫一世揭幕。
二战期间，乌剌尼亚天文台严重受损，穹顶彻底被毁。重建后于1957年重新开放。多年来，天文台本身也在不断经历技术进步。
目前，乌剌尼亚天文台还设有广泛的课程和讲座，在一年一度的维也纳国际电影节期间还设有电影院和木偶剧院（由演员汉斯·克劳斯创建）。它还设有一个餐厅。

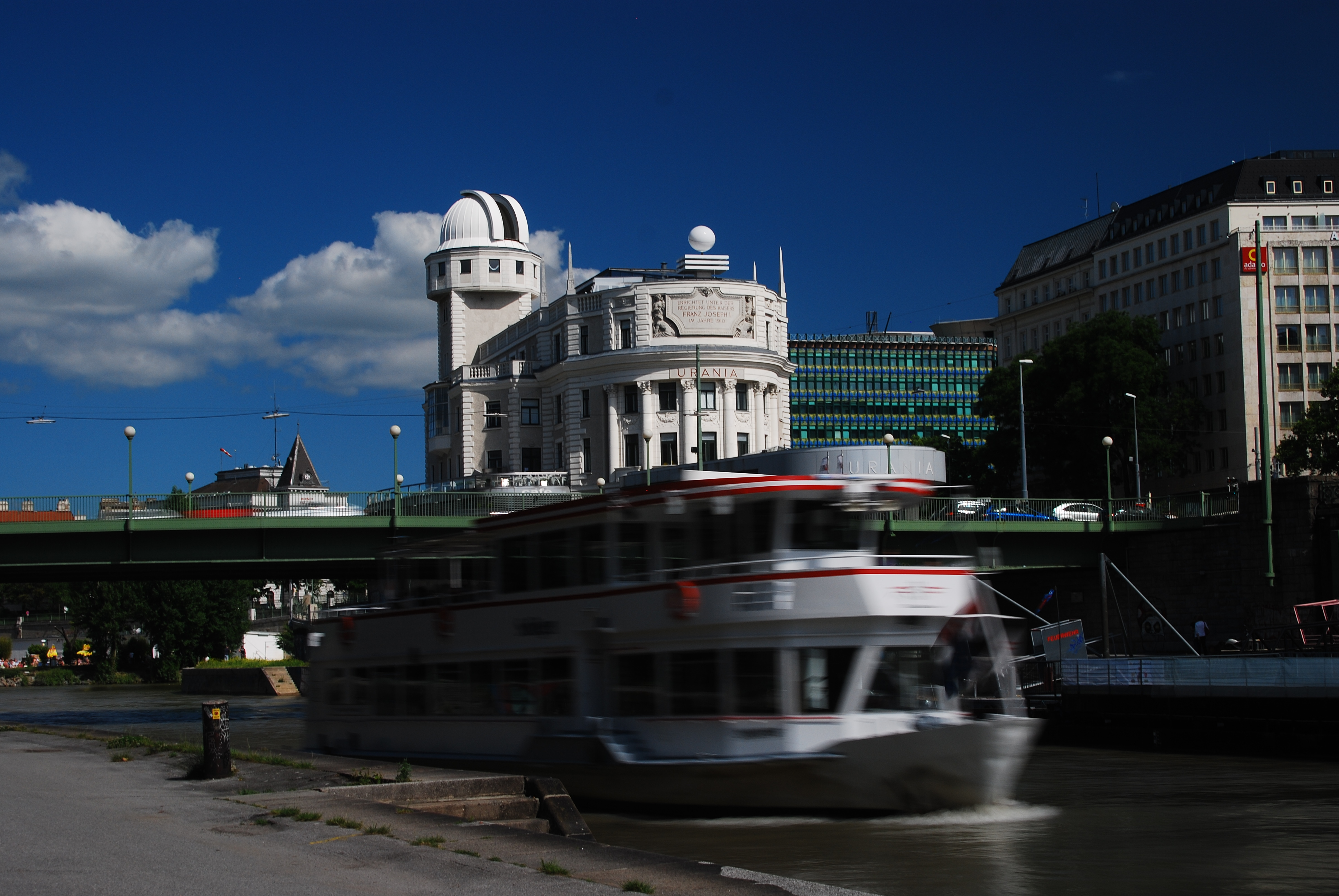
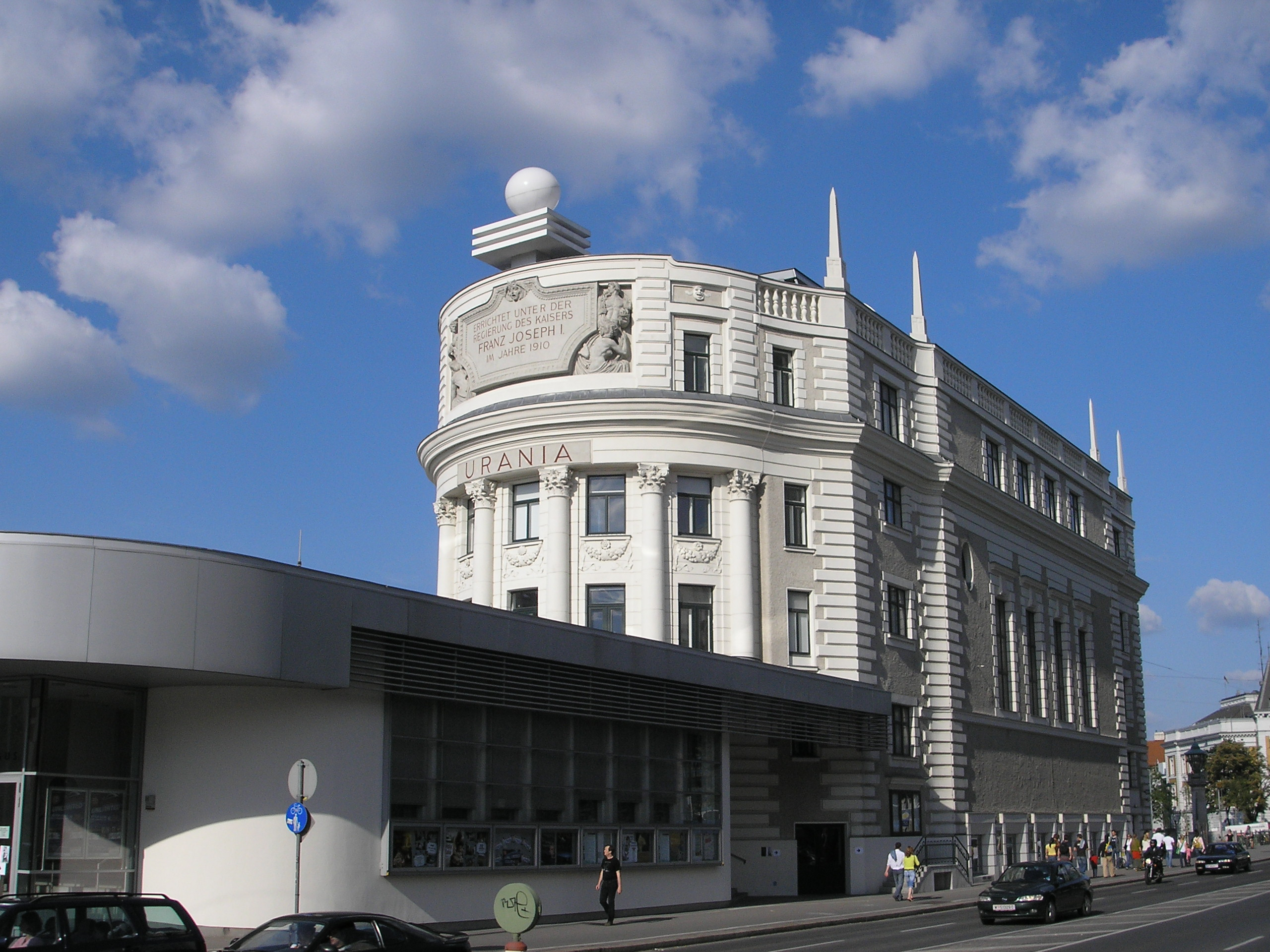
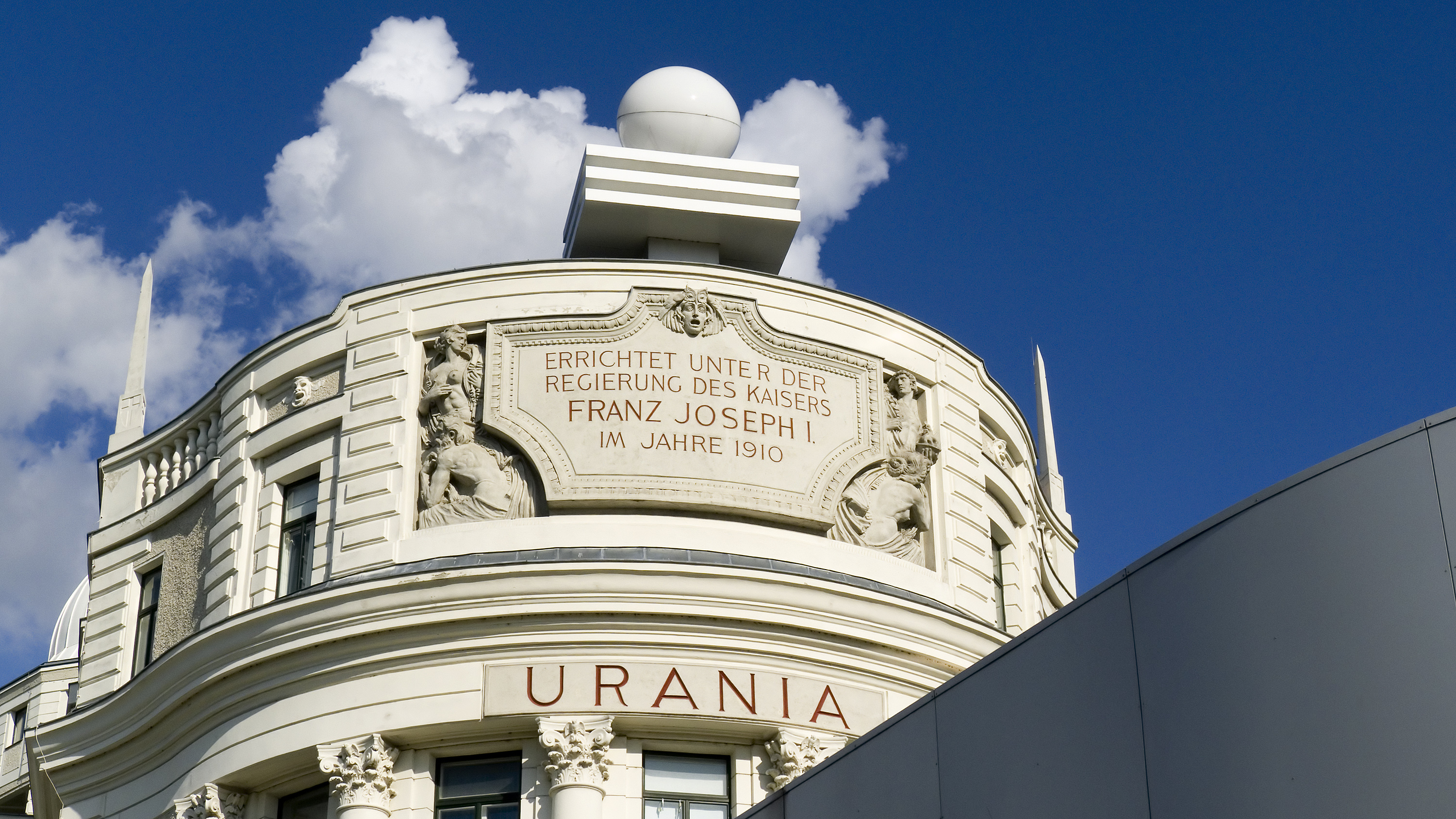
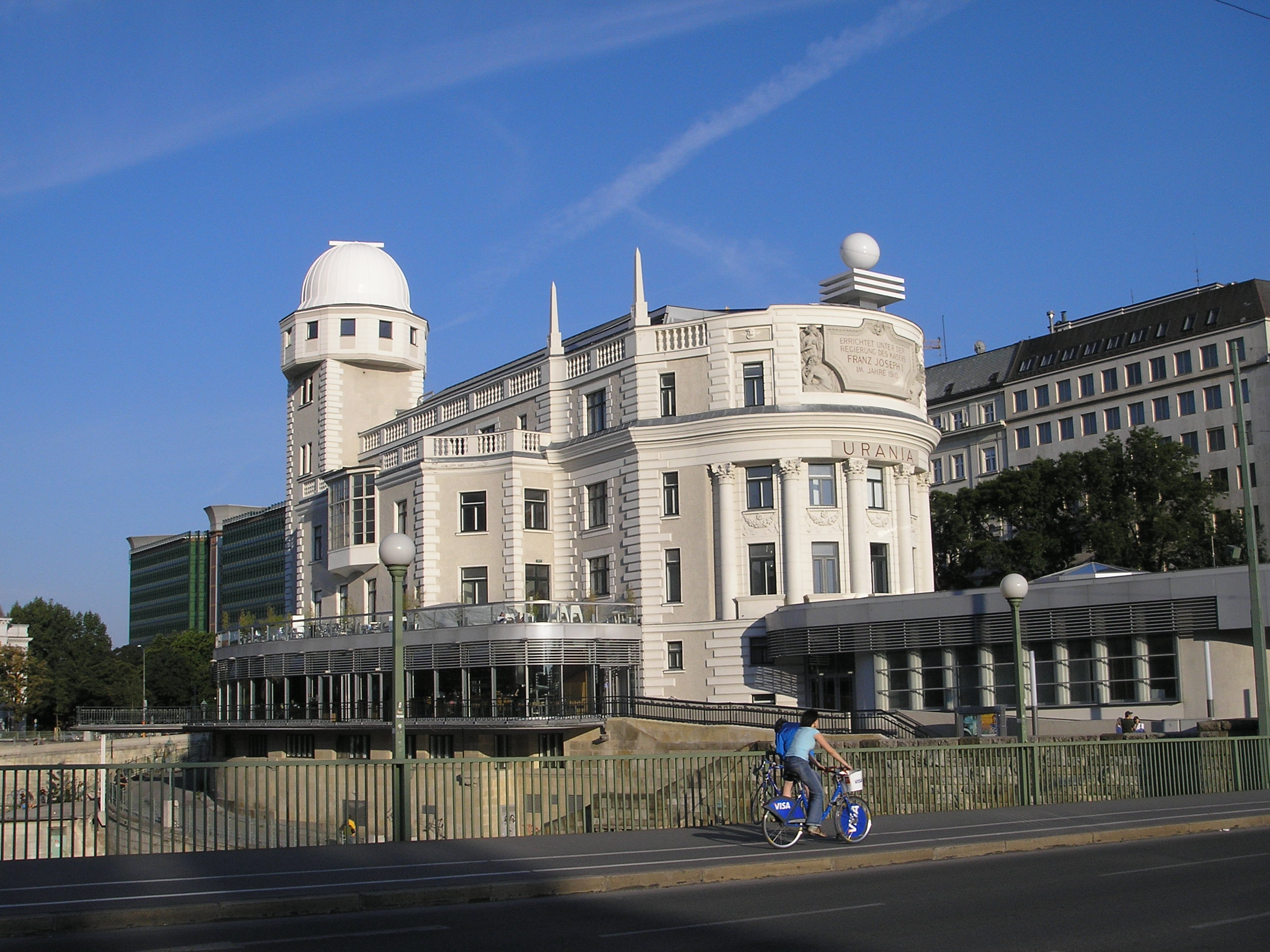
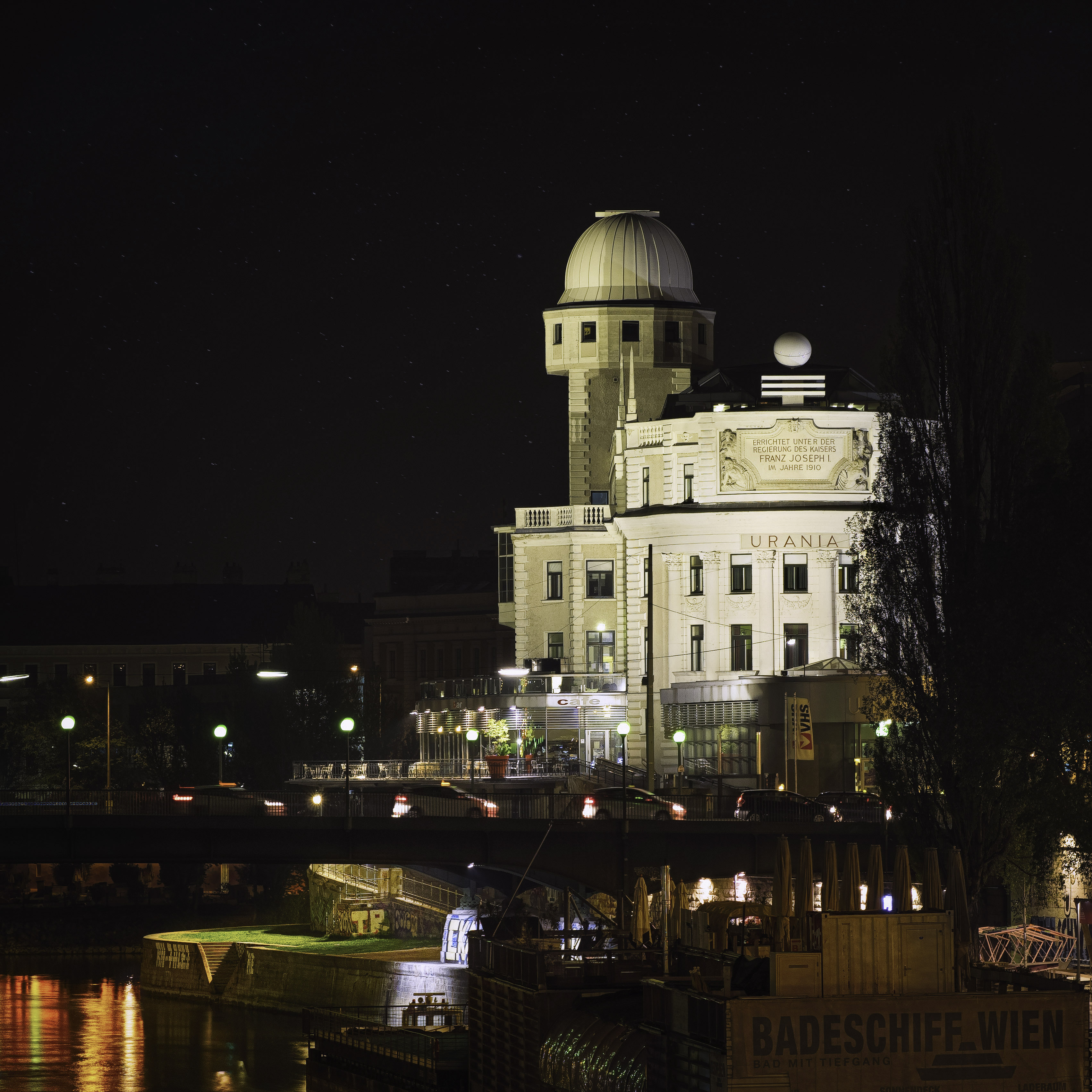